# Сан-Диего (Техас)
Сан-Диего (англ. San Diego) — город в США, расположенный в южной части штата Техас, административный центр округа Дувол. По данным переписи за 2010 год число жителей составляло 4488 человек, по оценке Бюро переписи США в 2016 году в городе проживало 4563 человека.

## История
До того, в как в регионе появились постоянные жители, родники, находящиеся сейчас на территории города использовались путешественниками из Голиада в Мьер. Около 1800 года испанский парламент выдал гранты на землю Хулиану Флоресу и его сыну Вентуре. В 1819 году Флоресы получили разрешение основать город «на месте под названием Сан-Диего». По одним данным, в 1852 году Пересвилл был переименован в Сан-Диего и было открыто первое почтовое отделение в городе. По другим источникам почтовое отделение было открыто в 1867 году. В 1867 году бум в овцеводстве привлёк в город белых поселенцев, была построена первая церковь, единственная на тот момент на территории от Корпус-Кристи до Рио-Гранде.
1876 году при образовании округа Дувол, город был выбран административным центром. В то время регион все ещё подвергался атакам индейцев и мексиканцев, в 1878 году в городе было расквартировано 2000 солдат для защиты населения. В 1879 году в город была проведена железная дорога Corpus Christi, San Diego and Rio Grande Railroad. Через два года дорога была продлена до Ларедо, упрочив значение Сан-Диего как регионального транспортировочного центра.
Первая газета в округе, El Eco Liberal, начала издаваться в 1882 году. К 1890 году в городе работали четыре церкви, банк и две хлопкоочистительные машины.
В начале XX века Сан-Диего нередко становился центром криминальных новостей, в том числе политически мотивированных преступлений. 20 декабря 1907 года выстрелом из дробовика был убит Джон Клири, лидер отделения демократической партии округа Дувол, налоговый эксперт округа, незадолго до этого выигравший окружные выборы. Убийца сбежал пока местная полиция была на фиесте и, как утверждается, не слышала выстрела. В апреле 1908 года рейнджеры арестовали предпринимателя Ти Джей Лоусон, его сына, а также бывшего заместителя шерифа Канделарио Сайнса, предполагаемого исполнителя убийства. Суд принял доказательства против Сайнса и отклонил обвинения против Лоусонов, однако до начала процесса два ключевых свидетеля умерли по естественным причинам и Сайнс был выпущен на свободу. Спустя четыре года сам Сайнс был застрелен в ходе политического конфликта между преемником Клири Арчером Фарром и председателем демократов округа Робинсоном. Три помощника Робинсона, начавшие перестрелку, были арестованы, однако, пошли на сделку со следствием и в 1914 году были оправданы.
6 января 1951 года предположительно в техасском городе был подписан план Сан-Диего, предусматривавший объединение мексиканских американцев, негров и японцев для освобождения Техаса, Нью-Мексико, Аризоны, Калифорнии и Колорадо от контроля США. Революция должна была начаться 20 февраля 1915 года, однако 24 января, при аресте бывшего заместителя шерифа Базилио Рамоса-младшего в Мак-Аллене, была найдена копия плана. 20 февраля вышел только новый манифест, а рейды в рамках заявленных планов начались в июне и продолжались примерно год до тех пор, пока власти США и Мексики не урегулировали разногласия.

## География
Сан-Диего находится в восточной части округа, его координаты: 27°45′39″ с. ш. 98°14′20″ з. д..
Согласно данным бюро переписи США, площадь города составляет около 4,9 км2, полностью занятых сушей.

### Климат
| Показатель                    | Янв.  | Фев. | Март | Апр. | Май  | Июнь | Июль | Авг. | Сен.  | Окт. | Нояб. | Дек.  |
| ----------------------------- | ----- | ---- | ---- | ---- | ---- | ---- | ---- | ---- | ----- | ---- | ----- | ----- |
| Абсолютный максимум, °C       | 33,9  | 37,8 | 38,9 | 41,7 | 42,2 | 43,9 | 43,9 | 43,3 | 43,3  | 38,9 | 36,1  | 34,4  |
| Средний суточный максимум, °C | 19    | 22   | 26   | 29   | 32   | 34   | 36   | 36   | 33    | 29   | 25    | 21    |
| Средний суточный минимум, °C  | 7     | 9    | 13   | 16   | 20   | 22   | 23   | 23   | 21    | 17   | 12    | 8     |
| Абсолютный минимум, °C        | −11,1 | −7,2 | −6,1 | −0,6 | 6,1  | 11,1 | 16,1 | 16,1 | 7,2   | −2,2 | −5,6  | −11,1 |
| Норма осадков, мм             | 30,7  | 38,4 | 34   | 41,9 | 80,3 | 86,6 | 44,7 | 68,6 | 114,8 | 90,2 | 38,1  | 30,7  |
| Источник: intellicast.com     |       |      |      |      |      |      |      |      |       |      |       |       |

## Население
Согласно переписи населения 2010 года в городе проживало 4488 человек, было 1496 домохозяйств и 1110 семей. Расовый состав города: 88,9 % — белые, 0,4 % — афроамериканцы, 0,2 % — коренные жители США, 0,1 % — азиаты, 0,0 % (0 человек) — жители Гавайев или Океании, 8,8 % — другие расы, 1,6 % — две и более расы. Число испаноязычных жителей любых рас составило 94 %.
Из 1496 домохозяйств, в 42,4 % живут дети младше 18 лет. 41,8 % домохозяйств представляли собой совместно проживающие супружеские пары (16,8 % с детьми младше 18 лет), в 24,8 % домохозяйств женщины проживали без мужей, в 7,6 % домохозяйств мужчины проживали без жён, 25,8 % домохозяйств не являлись семьями. В 22,1 % домохозяйств проживал только один человек, 10,8 % составляли одинокие пожилые люди (старше 65 лет). Средний размер домохозяйства составлял 2,96. Средний размер семьи — 3,46 человека.
Население города по возрастному диапазону распределилось следующим образом: 32,7 % — жители младше 20 лет, 25,5 % находятся в возрасте от 20 до 39, 27,5 % — от 40 до 64, 14,6% — 65 лет и старше. Средний возраст составляет 33,4 года.
Согласно данным опросов пяти лет с 2012 по 2016 годы, средний доход домохозяйства в Сан-Диего составляет 22 807 долларов США в год, средний доход семьи — 35 197 долларов. Доход на душу населения в городе составляет 16 472 доллара. Около 29,5 % семей и 36,8 % населения находятся за чертой бедности. В том числе 52,6 % в возрасте до 18 лет и 15,6 % в возрасте 65 и старше.

## Местное управление
Управление городом осуществляется мэром и городским советом, состоящим из пяти человек. Один из членов совета выбирается заместителем мэра.
Другими важными должностями, на которые происходит наём сотрудников, являются:
- Городской директор
- Городской секретарь
- Муниципальный судья
- Шеф полиции
- Шеф пожарной охраны
- Директор скорой помощи
- Финансовый директор
- Глава отдела правоохраны
- Глава отдела парков и зон отдыха

## Инфраструктура и транспорт
Основными автомагистралями, проходящими через Сан-Диего, являются:
- автомагистраль 44 штата Техас идёт с востока от Алиса на запад к Фриру.
- автомагистраль 359 штата Техас идёт с востока от Алиса на юго-запад к Хебронвиллу.

Ближайшим аэропортом, выполняющим коммерческие рейсы, является международный аэропорт Корпус-Кристи. Аэропорт находится примерно в 80 километрах к востоку от Сан-Диего.

## Образование
Город обслуживается независимым школьным округом Сан-Диего.